# Gao Xiumin
Gao Xiumin   (21 d'agost de 1963) fou una jugadora d'handbol xinesa que va competir durant la dècada de 1980.
El 1984 va prendre part en els Jocs Olímpics de Los Angeles, on guanyà la medalla de bronze en la competició d'handbol.